# Llengua erie
L'erie era una llengua iroquesa parlada pels erie, similar al wyandot. Els noms erie i eriez són formes curtes d'erielhonan, que vol dir "cua llarga", corresponent al fet que els erie eren anomenats "poble gat" (nation du chat; Hodge 1910, Swanton).